# فريدريك كونفيرز
فريدريك كونفيرز (بالإنجليزية: Frederick Converse)‏ هو ملحن أمريكي، ولد في 5 يناير 1871 في نيوتن في الولايات المتحدة، وتوفي في 8 يونيو 1940 في ويستوود في الولايات المتحدة.

## وصلات خارجية
- فريدريك كونفيرز على موقع IMDb (الإنجليزية)
- فريدريك كونفيرز على موقع الموسوعة البريطانية (الإنجليزية)
- فريدريك كونفيرز على موقع ميوزك برينز (الإنجليزية)